# Краснопрудская волость

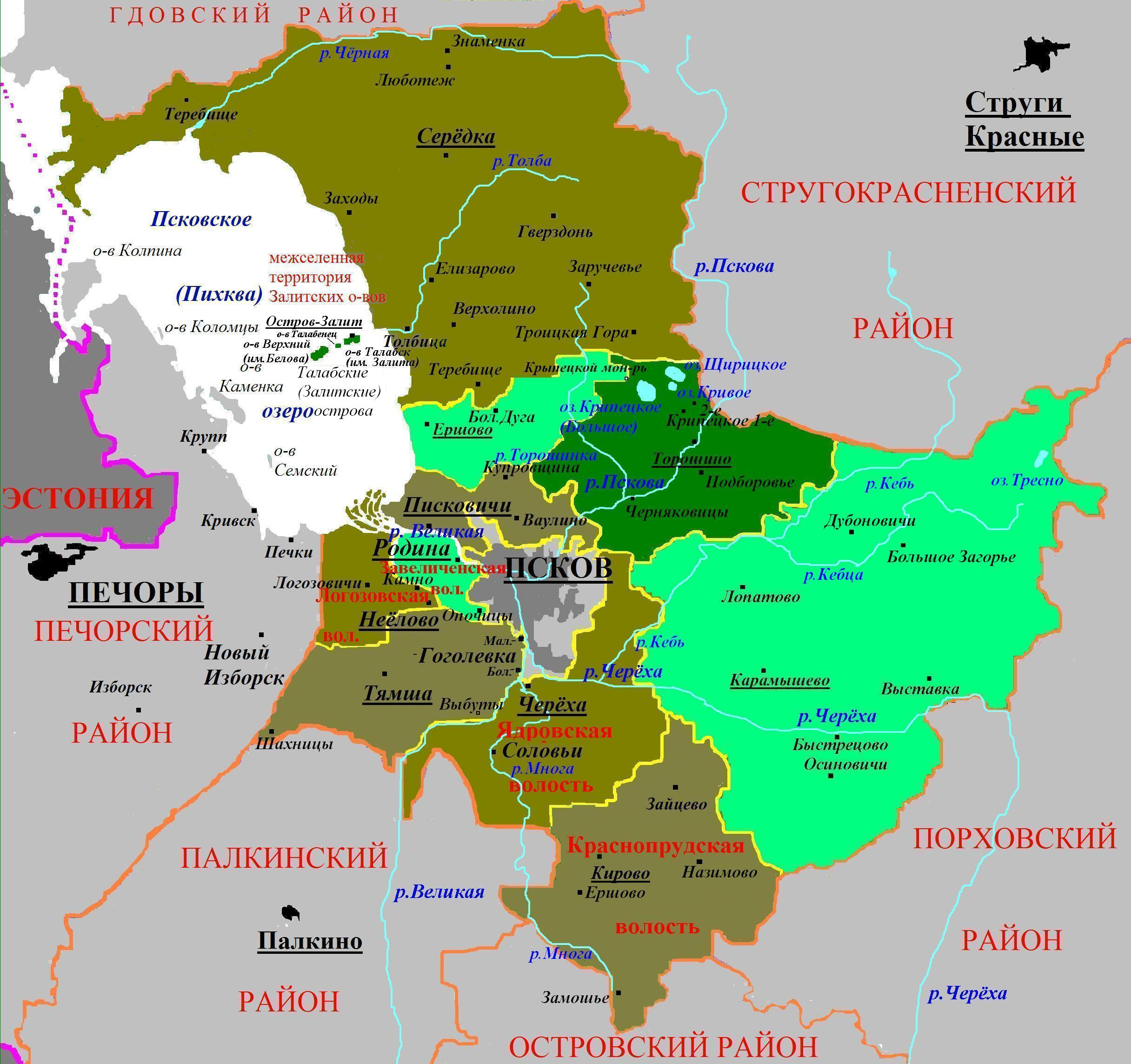
Административное деление Псковского района (2010)

Краснопрудская волость — административно-территориальная единица 3-го уровня и муниципальное образование со статусом сельского поселения в Псковском районе Псковской области России.
Административный центр — деревня Кирово — находится в 40 км к югу от города Псков.

## География
Территория волости граничит на севере с Ядровской, на востоке — с Карамышевской волостями Псковского района, на юго-востоке — с Порховским районом, на юге — с Островским районом, на западе — с Палкинским районом.

## История
До 1924 года эта территория в основном входила в Прудскую волость с центром в с. Пруды и в Мелеховскую волость с центром в с. Иваново-Мелеховское (Мелехово) Псковского уезда Псковской губернии.
Декретом ВЦИК от 10 апреля 1924 года была образована укрупнённая Краснопрудская волость, в которую вошёл Краснопрудский сельсовет (по с. Красные Пруды (Пруды)), а также Волчеямский (по д. Волчьи Ямы), Красноивановский (по с. Красно-Иваново), Мелеховский (по д. Мелехово), Лопатинский сельсоветы; в октябре 1925 года также выделен Зайковский сельсовет (по д. Зайково), в октябре 1926 года — Сумецкий, в мае 1927 года — Горбовский (по д. Горбово).
В 1927 году волости, уезды и губернии в СССР были упразднены, при этом сельсоветы вошли в Псковский и частично в Карамышевский районы Псковского округа Ленинградской области.
В 1928 году Волчеямский сельсовет переименован в Рашнёвский (по д. Рашнёво), а Зайковский — в Москвинский сельсовет (по д. Москвино).
Указом Президиума Верховного Совета РСФСР от 16 июня 1954 года в Краснопрудский сельсовет был включён упразднённый Горбовский сельсовет, а в Москвинский — упразднённый Рашнёвский сельсовет.
Постановлением Псковского областного Собрания депутатов от 26 января 1995 года все сельсоветы в Псковской области были переименованы в волости, в том числе Краснопрудский сельсовет превращён в Краснопрудскую волость.
Законом Псковской области от 28 февраля 2005 года в границах волости было образовано также муниципальное образование Краснопрудская волость со статусом сельского поселения с 1 января 2006 года в составе муниципального образования Псковский район со статусом муниципального района.
Законом Псковской области от 31 марта 2010 года была упразднена Москвинская волость и включена в состав Краснопрудской волости с центром в деревне Кирово, соответствующие изменения окончательно вступили в силу 1 января 2011 года.

## Население
| 2002 | 2008 | 2009 | 2010 | 2012 | 2013  | 2014  |
| ---- | ---- | ---- | ---- | ---- | ----- | ----- |
| 645  | ↗694 | ↗831 | ↗877 | ↗990 | ↗1027 | ↘1017 |
| 2015 | 2016 | 2017 | 2018 | 2019 | 2020  | 2021  |
| ↘973 | ↘927 | ↘873 | ↘805 | ↘745 | ↘708  | ↘654  |

## Населённые пункты
В состав Краснопрудской волости входит 74 деревни:
| №  | Населённый пункт | Тип     | Население, чел. 2001 | Население, чел. 2010 |
| -- | ---------------- | ------- | -------------------- | -------------------- |
| 1  | Ажово            | деревня | 4                    | ↘0                   |
| 2  | Альхимово        | деревня | 11                   | →0                   |
| 3  | Амосково         | деревня | 13                   | ↘7                   |
| 4  | Апросьево        | деревня | 3                    | ↘0                   |
| 5  | Баево            | деревня | 24                   | ↘13                  |
| 6  | Болотово         | деревня | 10                   | ↘8                   |
| 7  | Букачи           | деревня | 4                    | ↗3                   |
| 8  | Волчьи Ямы       | деревня | 42                   | ↘24                  |
| 9  | Галушино         | деревня | 21                   | ↗19                  |
| 10 | Голомино         | деревня | 3                    | ↘3                   |
| 11 | Голубы           | деревня | 16                   | ↘10                  |
| 12 | Горбово          | деревня | 0                    | →6                   |
| 13 | Гостилы          | деревня | 60                   | ↘18                  |
| 14 | Гришино          | деревня | 6                    | ↗4                   |
| 15 | Губино           | деревня | 6                    | ↘7                   |
| 16 | Губино           | деревня |                      | ↘2                   |
| 17 | Давыжья Гора     | деревня | 1                    | ↗3                   |
| 18 | Дербинка         | деревня | 1                    | ↘0                   |
| 19 | Дмитрово         | деревня | 9                    | ↘4                   |
| 20 | Добровитки       | деревня | 7                    | ↘5                   |
| 21 | Дьяконово        | деревня | 0                    | →0                   |
| 22 | Ильина Гора      | деревня | 5                    | ↘1                   |
| 23 | Еваново          | деревня | 19                   | →0                   |
| 24 | Зайцево          | деревня | 143                  | ↘111                 |
| 25 | Загарье          | деревня | 8                    | ↘4                   |
| 26 | Замошье          | деревня | 0                    | →0                   |
| 27 | Зуево-1          | деревня | 1                    | →0                   |
| 28 | Зуево-2          | деревня | 1                    | →0                   |
| 29 | Карзули          | деревня | 2                    | ↘1                   |
| 30 | Кирово           | деревня | 446                  | ↘297                 |
| 31 | Колоколово       | деревня | 3                    | ↗8                   |
| 32 | Корыжи           | деревня | 3                    | ↘1                   |
| 33 | Кочетово         | деревня | 0                    | →0                   |
| 34 | Красные Пруды    | деревня | 91                   | ↘41                  |
| 35 | Лабенск          | деревня | 3                    | ↘0                   |
| 36 | Ланева Гора      | деревня | 23                   | ↘3                   |
| 37 | Махново          | деревня | 1                    | ↘0                   |
| 38 | Мелехово         | деревня | 2                    | ↘0                   |
| 39 | Митино           | деревня | 1                    | ↘0                   |
| 40 | Мокино           | деревня | 25                   | ↘7                   |
| 41 | Морозы           | деревня | 7                    | ↘3                   |
| 42 | Москвино         | деревня | 9                    | ↗8                   |
| 43 | Мызы             | деревня | 4                    | ↘0                   |
| 44 | Мяличено         | деревня | 9                    | ↘2                   |
| 45 | Назимово         | деревня | 148                  | ↘107                 |
| 46 | Олисово          | деревня | 22                   | ↗28                  |
| 47 | Ольхи            | деревня | 4                    | ↘4                   |
| 48 | Олохово          | деревня | 12                   | →0                   |
| 49 | Ореховичи        | деревня | 60                   | ↘43                  |
| 50 | Панево           | деревня | 2                    | ↘1                   |
| 51 | Палкино          | деревня | 4                    | →3                   |
| 52 | Пересветово      | деревня | 94                   | ↘10                  |
| 53 | Печихино         | деревня | 10                   | ↘2                   |
| 54 | Пискуново        | деревня | 10                   | ↘7                   |
| 55 | Плечево          | деревня | 2                    | ↘1                   |
| 56 | Подболотье       | деревня | 9                    | ↘5                   |
| 57 | Подклинье        | деревня | 8                    | ↘2                   |
| 58 | Пузакова Гора    | деревня | 8                    | ↘5                   |
| 59 | Раздольный       | деревня | 1                    | →0                   |
| 60 | Рашнёво          | деревня | 23                   | ↘16                  |
| 61 | Ржовино          | деревня | 0                    | →0                   |
| 62 | Рогово           | деревня | 8                    | ↘4                   |
| 63 | Русски           | деревня | 6                    | ↘5                   |
| 64 | Смирново         | деревня | 0                    | →0                   |
| 65 | Степаши          | деревня | 0                    | →0                   |
| 66 | Стехново         | деревня | 0                    | →0                   |
| 67 | Сухлово          | деревня | 3                    | ↘1                   |
| 68 | Темерево         | деревня | 26                   | ↘9                   |
| 69 | Токарево         | деревня | 1                    | →0                   |
| 70 | Филатково        | деревня | 2                    | →2                   |
| 71 | Фофонково        | деревня | 0                    | ↘0                   |
| 72 | Хрячова Гора     | деревня | 10                   | ↘6                   |
| 73 | Шемякино         | деревня | 9                    | ↘0                   |
| 74 | Шквары           | деревня | 17                   | ↘8                   |

### Упразднённые населённые пункты
- Березино